# Kenya Medical Research Institute
Le Kenya Medical Research Institute (KEMRI) est un organisme public kényan de recherche en santé humaine, établi en 1979 par la loi sur la science et la technologie (désormais abrogée), chapitre 250 du Code juridique du Kenya. Depuis 2013, il fonctionne en vertu de la loi sur la science, la technologie et l’innovation, et opère actuellement sous l’Avis Légal n°35 de mars 2021.Depuis plus de 40 ans, le KEMRI s’est imposé comme un acteur majeur de la recherche en santé humaine, à la fois au niveau national, régional et international. Il est aujourd’hui reconnu comme l’un des centres d’excellence en recherche médicale les plus influents en Afrique et dans le monde.
Le KEMRI joue également le rôle de bras scientifique du gouvernement kényan en matière de santé. Il conseille le ministère de la Santé sur divers aspects liés aux politiques de santé et à leur mise en œuvre, et fournit des capacités de surveillance et de réponse rapide aux épidémies majeures tels que choléra, chikungunya, grippe H1N1, fièvre jaune, fièvre de la vallée du Rift, Ebola, aflatoxine et COVID-19.